# Viorica Vrioni
Viorica Maria Vrioni (n. 7/20 mai 1912 - d. 198x) a fost o actriță de teatru de revistă și cântăreață de muzică ușoară din perioada interbelică, dar a colaborat și cu marile case de discuri ale acelor vremuri. Agatha Grigorescu-Bacovia, soția marelui poet George Bacovia, scria în cartea sa de memorii Poezie sau destin... despre aceasta că „era o apreciată dizeuză la radio, căreia pictorul B. Bulgaru, care participa la dineurile Aidei, i-ar fi făcut un frumos portret în mărime naturală”. A fost colegă cu scriitoarea Lucia Demetrius la Conservatorul din Viena, unde a studiat timp de 8 luni în perioada 1934-1935. A lansat, împreună cu casa de discuri Columbia, cântece precum Plânge marea, Tristă duminică (melodia celebră la acea vreme în întreaga lume compusă de Rezső Seress, cunoscută și drept „cântecul maghiar de sinucidere”), S'a stins pe drum un felinar sau E cea din urmă scrisoare. 

## Biografie
A fost fiica primei jurnaliste profesioniste din România, Aida Maria Vrioni (pe numele ei de fată, Maria Mateescu) (n. 17 oct. 1880, Ploiești - d. 1954, București) și a lui Ștefan Vrioni. Jurnalista nota în memoriile sale, adunate de către Arhivele Naționale Române în volumul Din scrierile uitate ale Aidei Vrioni - Volumul I. Memorii și corespondență, dezamăgirea față de fiica sa a cărei carieră (actriță) o consideră ca fiind ratată și neserioasă.
A avut o căsnicie nefericită cu Nicolae Terianu, de care ulterior a divorțat. Cei doi au avut o fiică, pe nume Catinca. În prezent, fiica ei, Catinca Terianu, este stabilită la Paris și este manager de rezervări la La Marina de Paris.

## Discografie
| An   | Piese                                                                                        | Compozitor                         | Textier                                                | Acompaniament                                                    |
| ---- | -------------------------------------------------------------------------------------------- | ---------------------------------- | ------------------------------------------------------ | ---------------------------------------------------------------- |
| 1935 | Cântecul tavernei [tango] Tangoul nopții [tango]                                             | S. Richard Elly Roman              | Mihail Solomon Elly Roman & Al. Bebe                   | Orchestra „Elly Roman”                                           |
| 1935 | Scripca [tango-romanță] Pe ulița armenească [cântec românesc]                                | Max Halm cântec popular            | N. Constantinescu & N. Vlădoianu cântec popular        | Orchestra „Harry Sandauer”                                       |
| 1935 | Fericirea mea e'n noaptea [foxtrot] Mereu - Valse d'amour [englsih-vals]                     | Herrmann Leopoldi Max Halm         | Puiu Maximilian N. Constantinescu & N. Vlădoianu       | Orchestra „Harry Sandauer”                                       |
| 1936 | Radu mamei, Radu [cântec românesc] Mărioara lui nenicu [cântec românesc]                     | cântec românesc                    | cântec românesc                                        | Taraful „Ion Matache”                                            |
| 1936 | Dacă vrei să știi [tango] Ne-am cunoscut în carnaval [tango]                                 | G. Dendrino Max Halm               | N. Kirițescu Puiu Maximilian                           | Orchestra „Hönigsberg”                                           |
| 1935 | E cea din urmă scrisoare [tango] S'a stins pe drum un felinar [tango]                        | Efim Sclearov Efim Sclearov        | Puiu Maximilian Puiu Maximilian                        | Orchestra „Harry Sandauer”                                       |
| 1936 | Tristă duminică [tango] Plânge marea [tango]                                                 | Seress Reszo Max Halm              | Liviu Miron Puiu Maximilian                            | Orchestra „Hönigsberg”                                           |
| 1936 | Dacă vrei să știi [tango] Ne-am cunoscut în carnaval [tango]                                 | Gherase Dendrino Nicolae Kirițescu | Max Halm Puiu Maximilian                               | Orchestra „Hönigsberg”                                           |
| 1936 | De-ai fi rămas [tango] Nu-ți pare rău când vezi că plâng [tango]                             | V. Citov Ion Vasilescu             | E. I. Mirea N.Constantinescu & N.Vlădoianu             | Orchestra „Hönigsberg”                                           |
| 1937 | Văduvie, văduvie [cântec românesc] Glasul roților de tren [cântec românesc]                  | Gherase Dendrino Ion Vasilescu     | N. Roman & I. Dinescu N. Constantinescu & N. Vlădoianu | Orchestra Teatrului „Sandu Marcu” Orchestra Teatrului „Alhambra” |
| 1937 | Stau în poartă și aștept postașul [cântec românesc] Leac, leac și-un colac [cântec românesc] | Ion Vasilescu Mișu Constantinescu  | N. Constantinescu N. Constantinescu                    | Orchestra Teatrului "Alhambra"                                   |

1938- Nopți întregi te aștept (cover după Rina Ketty- J attendrai)
1939- Viața e a ta (duet cu Dorel Livianu) 